# Intel·ligència sintètica
La intel·ligència sintètica (SI) és un terme alternatiu/oposat per a la intel·ligència artificial que emfatitza que la intel·ligència de les màquines no ha de ser una imitació ni de cap manera artificial; pot ser una forma genuïna d'intel·ligència. John Haugeland proposa una analogia amb els diamants simulats i els diamants sintètics: només el diamant sintètic és realment un diamant. Sintètic significa allò que es produeix per síntesi, combinant parts per formar un tot; col·loquialment, una versió feta per l'home d'allò que ha sorgit de manera natural. Per tant, una "intel·ligència sintètica" seria o semblaria feta per l'home, però no una simulació.

## Definició
Haugeland va utilitzar el terme l'any 1986 per descriure la investigació en intel·ligència artificial fins a aquell moment, que va anomenar " intel·ligència artificial a l'antiguitat " o "GOFAI". La primera generació d'investigadors d'IA creia fermament que les seves tècniques conduirien a una intel·ligència real i semblant a l'ésser humà a les màquines. Després del primer hivern d'IA, molts investigadors d'IA van canviar el seu enfocament de la intel·ligència artificial forta per trobar solucions per a problemes individuals específics, com ara l'aprenentatge automàtic, un enfocament al qual algunes fonts populars es refereixen com a "IA feble" o "IA aplicada".
El terme "IA sintètica" ara s'utilitza de vegades pels investigadors en el camp per separar el seu treball (utilitzant intel·ligència artifical simbòlica, l'autosuperació recursiva, la teoria Psy o altres mètodes relativament nous per definir i crear intel·ligència "vertadera") dels intents anteriors, especialment els de GOFAI o IA feble.
Les fonts no estan d'acord sobre què constitueix exactament la intel·ligència "real" en contraposició a la intel·ligència "simulada" i, per tant, si hi ha una distinció significativa entre la intel·ligència artificial i la intel·ligència sintètica. Russell i Norvig presenten aquest exemple:
1. "Les màquines poden volar?" La resposta és sí, perquè els avions volen.
2. "Les màquines poden nedar?" La resposta és no, perquè els submarins no neden.
3. "Les màquines poden pensar?" Aquesta pregunta és com la primera o com la segona?

Drew McDermott creu fermament que "pensar" s'ha d'interpretar com "volar". Mentre parla del campió d'escacs electrònics Deep Blue, argumenta que "Dir que Deep Blue no pensa realment en escacs és com dir que un avió no vola realment perquè no bateja les ales". Edsger Dijkstra està d'acord que alguns troben "la qüestió de si les màquines poden pensar tan rellevant com la pregunta de si els submarins poden nedar".
John Searle, d'altra banda, suggereix que una màquina pensant és, en el millor dels casos, una simulació, i escriu "Ningú suposa que les simulacions per ordinador d'un incendi de cinc alarmes cremaran el barri o que una simulació per ordinador d'una tempesta de pluja deixa'ns a tots empapats". La diferència essencial entre una ment simulada i una ment real és un dels punts clau del seu argument de l'habitació xinesa.
Daniel Dennett creu que es tracta bàsicament d'un desacord sobre la semàntica, perifèric a les qüestions centrals de la filosofia de la intel·ligència artificial. Assenyala que fins i tot una imitació químicament perfecta d'un Chateau Latour encara és una falsificació, però que qualsevol vodka és real, independentment de qui l'hagi fet. De la mateixa manera, una recreació perfecta molècula per molècula d'un Pablo Picasso original es consideraria una "falsificació", però qualsevol imatge del logotip de Coca-Cola és completament real i està subjecta a les lleis de marques registrades. Russell i Norvig comenten "podem concloure que, en alguns casos, el comportament d'un artefacte és important, mentre que en d'altres és el pedigrí de l'artefacte el que importa. Quin és important, en quin cas sembla ser una qüestió de convenció. Però per a ments artificials, no hi ha cap convenció".